# BLT (sandwich)
Il BLT (acronimo di bacon, lettuce e tomato) è un sandwich statunitense composto da pane tostato, bacon, lattuga e pomodoro. Il sandwich può anche essere guarnito con l'aggiunta di maionese, carne di tacchino o tofu e non deve necessariamente essere tostato. Possono inoltre essere usati diversi tipi di lattuga e/o di pane.
La combinazione di più ingredienti in un panino risale a prima del ventesimo secolo, anche se tale usanza divenne popolare solo a partire dal termine della seconda guerra mondiale, quando gli ingredienti divennero più semplici da reperire durante tutto l'anno. La sigla "BLT" in riferimento al sandwich divenne comune a partire dagli anni settanta. Spesso consumato durante l'estate, il BLT viene classificato come il secondo sandwich più popolare negli Stati Uniti oltre che a quello preferito nel Regno Unito ed è frequentemente citato o rappresentato nei media e nella cultura di massa.

## Storia
Sebbene gli ingredienti principali del BLT esistano da tempo immemore, ci sono poche testimonianze di panini a base di pancetta, lattuga e pomodoro. Il ricettario del 1903 Good Housekeeping Everyday Cook, contiene la ricetta di un club sandwich a base di bacon, lattuga, pomodoro, maionese e una fetta di tacchino racchiusa tra due fette di pane, mentre Seven Hundred Sandwiches del 1929 include una sezione sui panini al bacon, anche se tali ricette includono spesso sottaceti e nessuna presenta i pomodori.
Quella del BLT divenne una moda negli USA al termine del secondo conflitto mondiale, a causa della proliferazione dei supermercati che resero reperibili durante tutto l'anno innumerevoli materie prime di ogni tipo. Probabilmente le iniziali, che significano "bacon", "lattuga" e "pomodoro", furono inizialmente usate nell'industria dei ristoranti americani come abbreviazioni per indicare il sandwich, ma non è chiaro quando esso entrò nella memoria collettiva. Un'edizione del Saturday Evening Post del 1951 fa riferimento al sandwich, sebbene non utilizzi le sue iniziali, descrivendo una scena in cui: "Sul vassoio, invariabilmente, ci sono una scodella di zuppa, un sandwich di pancetta tostato, lattuga e pomodoro e un milkshake al cioccolato."

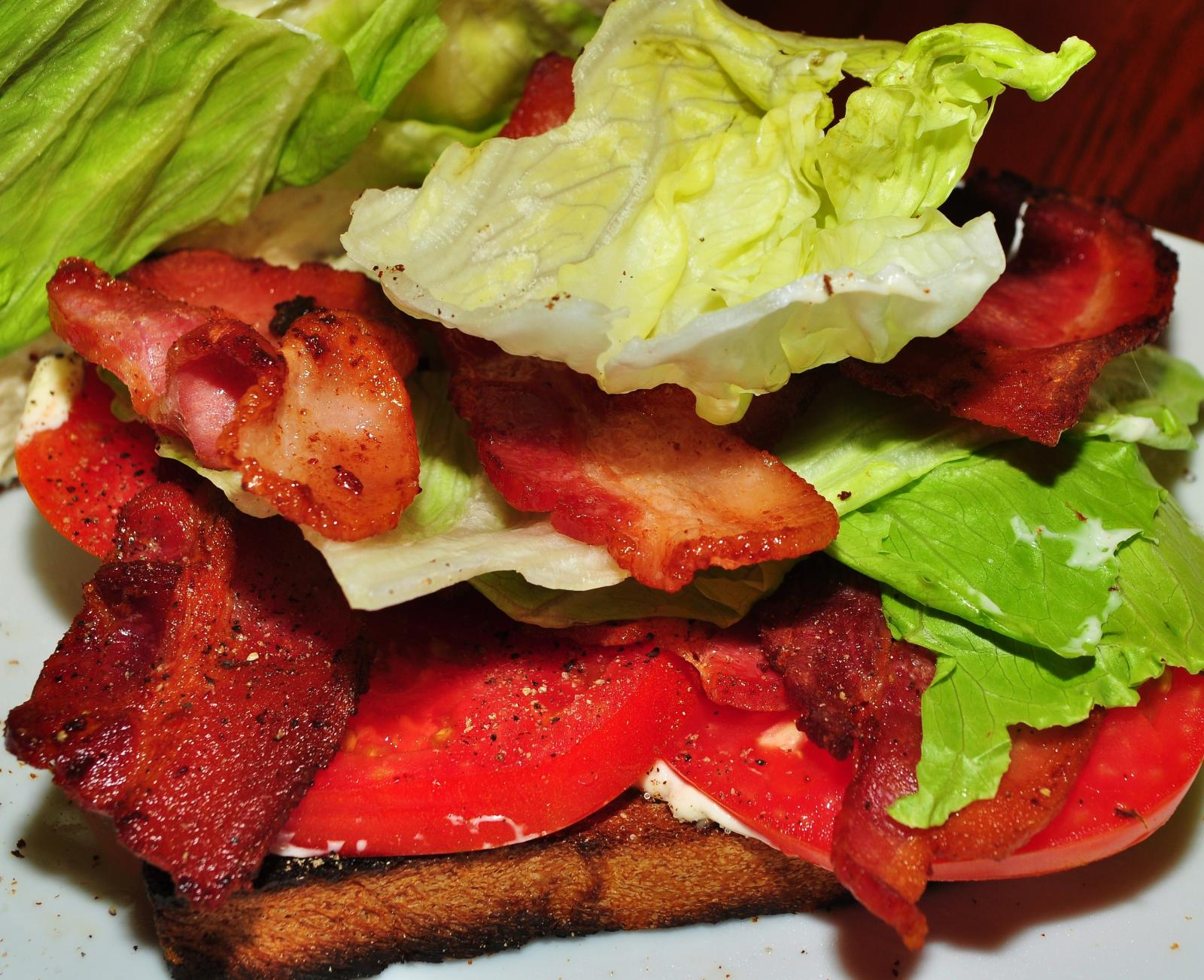
Un BLT aperto

In un numero del 1954 del Modern Hospital viene riportato un pasto che include "zuppa di fagioli, lattuga e panino al pomodoro, sottaceti, insalata di gelatine, condimento per panna e torta quattro quarti." Nel 1958, la Hellmann's pubblicizzò la sua maionese affermando che fosse un alimento "tradizionale su pancetta, lattuga e sandwich al pomodoro" e suggerendo che quella combinazione di ingredienti fosse in circolazione da un po' di tempo. Tuttavia, ci sono molte fonti che citano il BLT nei primi anni settanta, fra cui una recensione dell'opera teatrale di Steambath Bruce Jay Friedman intitolata "A B.L.T. for God – hold the mayo" (Un B.L.T. per Dio - tieni la maionese). L'abbreviazione usata nel titolo fa riferimento a un dialogo nel dramma, durante il quale Dio urla: 
Secondo lo storico del cibo John Mariani, il BLT sarebbe il secondo sandwich più popolare negli Stati Uniti, dopo il panino al prosciutto, mentre un sondaggio di OnePoll del 2008 confermò che fosse il "sandwich preferito dalla nazione" nel Regno Unito.
Nel 2009, a causa del suo alto contenuto di sodio e grassi, il BLT fu preso di mira dalle catene di caffè del Regno Unito che tentarono di ridurre la quantità media di sali e grassi nei loro alimenti. Durante lo stesso anno, la statunitense Bentley Dining Services preparò il BLT più grande del mondo che, grazie ai suoi quasi 64 metri di lunghezza, riuscì a battere tutti i record precedenti.

## Preparazione e caratteristiche

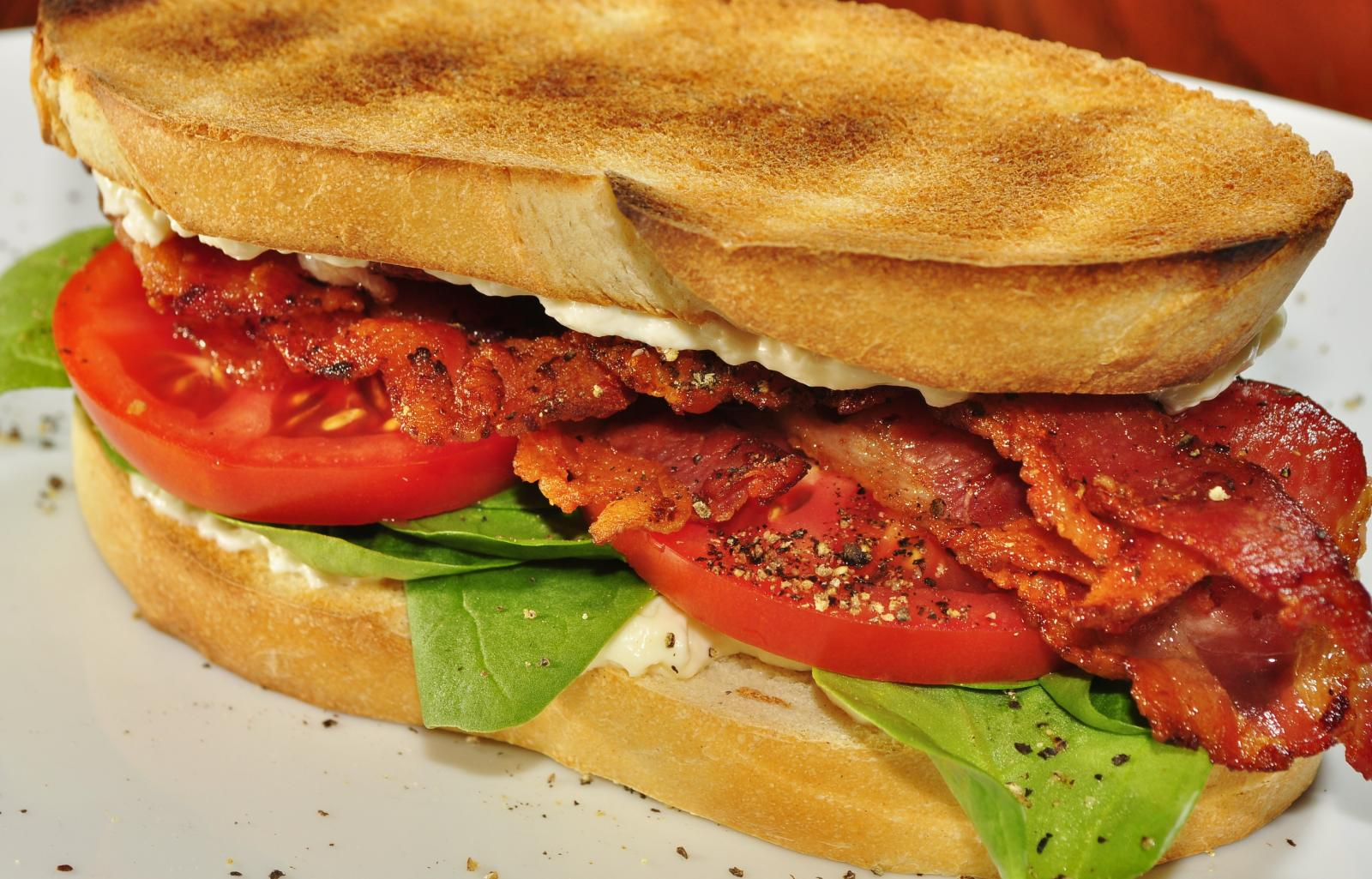
Un BLT con gli spinaci

Gli ingredienti essenziali di un panino BLT sono bacon, pomodori e lattuga e due fette di pane spesso tostate. La quantità e la qualità degli ingredienti sono questioni di preferenza personale. La pancetta può essere ben cotta o tenera, ma poiché "accompagna" gli altri sapori, gli chef raccomandano l'uso di carne di buona qualità; Edward Lee ha affermato che "il tuo bacon al supermercato non deve tagliare la mostarda".
La lattuga iceberg è una scelta comune perché migliora la consistenza del panino senza aggiungere troppo sapore. Lo scrittore gastronomico Ed Levine ha suggerito che il BLT non richiede affatto lattuga, poiché sarebbe "superflua" affermazione che il redattore di MSNBC Jon Bonné ha definito "scioccante". Michele Anna Jordan, autrice del libro The BLT Cookbook, crede che il pomodoro sia l'ingrediente chiave e raccomanda l'uso della varietà cuore di bue perché ha molta polpa e pochi semi.
Il sandwich può essere servito con vari condimenti, fra cui la maionese. Il pane può essere di qualsiasi tipo, bianco o integrale, tostato o meno, a seconda delle preferenze personali. Può anche essere usata la pancetta di tacchino al posto di quella di maiale. Una delle varianti del BLT è il club sandwich, che oltre a contenere pomodoro, lattuga e pancetta, include carne affettata, normalmente pollo o tacchino. Esistono anche varianti per vegetariani che presentano il tempeh o il tofu al posto del bacon.